# Lifosa
Lifosa (Лифоса) VSE: LFO1L — литовская компания, производящая удобрения. Основной продукт компании — фосфат диаммония (DAP). DAP — основное в мире фосфорное удобрение, незаменимое при выращивании кукурузы, хорошо зарекомендовавшее себя при выращивании зерновых, риса и хлопка. Компания также выпускает фтористый алюминий, фосфат монокальция, фосфорную кислоту и техническую серную кислоту. 90 % продукции экспортируется (в Германию, Францию, Голландию, Великобританию, Турцию, Пакистан, Индию, Гватемалу и др. страны). В 2006 году на предприятии работало около 1000 работников, выручка составила 650,9 млн литов.
В компании действуют следующие основные производственные цеха:
- Цех серной кислоты
- Цех фосфорной кислоты
- Цех аммофоса
- Цех фтористого алюминия с производственным участком кальций фосфатов.

## История
- 1959 — начало строительства.
- 1961 — открытие первого цеха (механического).
- 1963, 18 января — открытие первой линии для производства серной кислоты. В сентябре того же года — вторая линия.
- 1963, декабрь — начато производство порошкового и гранулированного суперфосфата.
- 1964 — запуск цеха по производству алюминийфторида, третья линия по производству серной кислоты.
- 1968 — цех по производству фосфорной кислоты и аммофоса.
- 1970 — второй цех по производству гранулированного суперфосфата.
- 1972 — начало производства прессованных фосфорно-калийных смесей в цехе комбинированных удобрений (до 1990 г.).
- 1973, декабрь — четвёртая линия по производству серной кислоты.
- 1982 — открытие второго цеха по производству фосфорной кислоты (старый закрыт на реконструкцию).
- 1984 — новый цех алюминийфторида (старый закрыт).
- 1985 — открылся после реконструкции первый цех фосфорной кислоты.
- 1986 — построили и запустили третью линию по производству аммофоса.
- 1988 — Осенью на заводе прошёл первый съезд литовских зеленых. В результате их требований была остановлена работа устаревшей линии производства серной кислоты. После этого в городе резко сократилась заболеваемость раком легких. Заработал новый, современный цех серной кислоты.
- 1996 — приватизация предприятия.
- 2001 — начало производства дикальция фосфата.
- 2002 — производство монокальция фосфата.
- 2002 — контрольный пакет акции покупает российская компания «ЕвроХим».
- 2004 — акционерное общество «Lifosa» побеждает на Республиканском конкурсе достижений в области охраны окружающей среды в номинации «Оптимальный производственный процесс».
- 2004 — производство монодикальция фосфата.
- 2004—2006 — звание «Экспортер года».
- 2005 — продукт завода — монокальций фосфат — удостоен золотой медали на конкурсе «Изделие года».
- 2006 — Приз инноваций.
- 2006 — победа на конкурсе Палаты торговли, промышленности и ремесел Литвы «Приз за экспорт».
- апрель 2022 — остановка работы и временная консервация оборудования[2].